# Каберник
Каберник (серб. Каберник / Kabernik) — село в общине Вишеград Республики Сербской Боснии и Герцеговины. Население составляет 66 человек по переписи 2013 года.